# Юзефкув (Опольське воєводство)
Юзефкув (пол. Józefków) — село в Польщі, у гміні Намислув Намисловського повіту Опольського воєводства.
Населення — 41 особа (2011).

## Демографія
Демографічна структура станом на 31 березня 2011 року:
|          | Загалом | Допрацездатний вік | Працездатний вік | Постпрацездатний вік |
| -------- | ------- | ------------------ | ---------------- | -------------------- |
| Чоловіки | 19      | 1                  | 12               | 6                    |
| Жінки    | 22      | 4                  | 13               | 5                    |
| Разом    | 41      | 5                  | 25               | 11                   |